# Cotylana gyas
Cotylana gyas är en insektsart som beskrevs av Ronald Gordon Fennah 1969. Cotylana gyas ingår i släktet Cotylana och familjen sköldstritar. Inga underarter finns listade i Catalogue of Life.